# Rjavče
Rjavče je naselje v Občini Ilirska Bistrica.